# Military Professional Resources
Војни професионални ресурси (ВПР, енгл. Military Professional Resources) приватна је војна компанија основана 1987. године од стране осам бивших високих официра америчких оружаних снага.
У саставу ВПР налази се око 340 бивших америчких генерала. Пентагон је компанију ангажовао 1995. године за обуку специјалних јединица Хрватске војске и 5. корпуса Армије Републике Босне и Херцеговине прије почетка операције „Олуја”, која се завршила уништавањем Републике Српске Крајине и Републике Западне Босне и са преко 250.000 протјераних Срба, који су били присиљени да напусте земљу.